# Oblast Pernik
Oblast Pernik (bugarski Област Перник) nalazi se u zapadnoj Bugarskoj, na granici sa Srbijom. U oblasti živi 156.561 stanovnika, dok je prosječna gustoća naseljenosti 68 stan./km² Najveći grad i administrativno središte oblasti je grad Pernik sa 108.366 stanovnika (2005.).
Oblast Pernik sastoji se od pet općina:
1. Breznik (Брезник)
2. Kovačevci (Ковачевци)
3. Pernik (Перник)
4. Radomir (Радомир)
5. Trn (Трън)
6. Zemen (Земен)

Gradovi u Oblasti Pernik
| Grad      | Bugarski naziv | Stanovnika (2004/2005) |
| --------- | -------------- | ---------------------- |
| Batanovci | Батановци      | 2.583                  |
| Breznik   | Брезник        | 4.489                  |
| Pernik    | Перник         | 108.366                |
| Radomir   | Радомир        | 16.503                 |
| Zemen     | Земен          | 2.095                  |
| Trn       | Трън           | 2.913                  |

## Vanjske poveznice
- Službena stranica oblasti